# Jackie Burroughs
Jacqueline "Jackie" Burroughs (Lancashire, 2 de fevereiro de 1939 – Toronto, 22 de setembro de 2010) foi uma atriz anglo-canadense.

## Filmografia

### Filmes
| Ano  | Título                                     | Personagem                  | Notas                 |
| ---- | ------------------------------------------ | --------------------------- | --------------------- |
| 1966 | Notes for a Film About Donna and Gail      | Gail                        |                       |
| 1967 | The Ernie Game                             | Gail                        |                       |
| 1971 | Eat Anything                               |                             |                       |
| 1972 | A Fan's Notes                              | Betty Blind                 |                       |
| 1974 | Monkeys in the Attic                       | Wanda                       |                       |
| 1974 | 125 Rooms of Comfort                       | Bobbie Kidd                 |                       |
| 1975 | My Pleasure Is My Business                 | Senhora idosa na associação | Sem créditos          |
| 1980 | The Kidnapping of the President            | Agente                      |                       |
| 1981 | Heavy Metal                                | Katherine                   | Voz, (segmento "Den") |
| 1981 | The Intruder                               | Eleanor                     |                       |
| 1982 | The Grey Fox                               | Katherine 'Kate' Flynn      |                       |
| 1983 | The Wars                                   | Miss Davenport              |                       |
| 1983 | The Dead Zone                              | Vera Smith                  |                       |
| 1983 | Gentle Sinners                             | Mrs. Smith                  |                       |
| 1984 | Chautauqua Girl                            | Mrs. Ferguson               |                       |
| 1984 | The Surrogate                              | Woman at Anouk's            |                       |
| 1985 | The Care Bears Movie                       | O Espírito                  | Voz                   |
| 1986 | A Judgment in Stone                        | Joan Smith                  |                       |
| 1987 | A Winter Tan                               | Maryse Holder               |                       |
| 1987 | John and the Missus                        | Missus                      |                       |
| 1988 | Inside/Out                                 |                             |                       |
| 1989 | Food of the Gods II                        | Dr. Treger                  |                       |
| 1989 | The Midday Sun                             | Lilian                      |                       |
| 1990 | Whispers                                   | Mrs. Yancey                 |                       |
| 1991 | Elizabeth Smart: On the Side of the Angels | Elizabeth Smart             |                       |
| 1992 | Careful                                    | Frau Teacher                |                       |
| 1997 | Bleeders                                   | Lexie                       |                       |
| 1998 | Last Night                                 | The Runner                  |                       |
| 1999 | Have Mercy                                 | Lulu                        |                       |
| 2000 | Washed Up                                  | Tosca                       |                       |
| 2000 | How Dinosaurs Learned to Fly               | Narrator                    | Voz, Curta            |
| 2001 | Lost and Delirious                         | Fay Vaughn                  |                       |
| 2001 | On Their Knees                             | Flora                       |                       |
| 2002 | Night's Noontime                           | Rainha Vitória              | Curta                 |
| 2003 | A Guy Thing                                | Aunt Budge                  |                       |
| 2003 | Willard                                    | Henrietta Stiles            |                       |
| 2003 | Rhinoceros Eyes                            | Mrs. Walnut                 |                       |
| 2003 | The Republic of Love                       | Betty Avery                 |                       |
| 2004 | Cavedweller                                | Vovó Windsor                |                       |
| 2004 | Going the Distance                         |                             |                       |
| 2004 | Re-Generation                              | Vovó                        |                       |
| 2005 | Fever Pitch                                | Mrs. Warren                 |                       |
| 2005 | King's Ransom                              | Avó                         |                       |
| 2005 | Bailey's Billion$                          | Constance Pennington        |                       |
| 2005 | Leo                                        | Felicity                    | Curta                 |
| 2005 | Heidi                                      | Frau Rottenmeier            | Voz                   |
| 2006 | The Sentinel                               | Mrs. Miller                 | Sem créditos          |
| 2006 | First Snow                                 | Maggie                      |                       |
| 2006 | Deck the Halls                             | Mrs. Ryor                   |                       |
| 2008 | Into the Labyrinth                         | Ariadne                     |                       |
| 2010 | Higglety Pigglety Pop!                     |                             | Voz, Curta            |
| 2010 | Small Town Murder Songs                    | Olive                       |                       |

### Televisão
| Ano       | Título                              | Personagem               | Notas                                    |
| --------- | ----------------------------------- | ------------------------ | ---------------------------------------- |
| 1969      | Dulcima                             | Dulcima Gaston           |                                          |
| 1970      | The Psychiatrist                    | Jane                     | Episódio: "God Bless the Children"       |
| 1970      | Twelve and a Half Cents             | Vicky                    |                                          |
| 1973      | Vicky                               | Vicky                    |                                          |
| 1978      | Great Performances                  | Maria Mitchell           | Episódio: "Out of Our Father's House"    |
| 1981      | Chairman of the Board               | Prof. Hannah Cohen       | TV series                                |
| 1985      | Evergreen                           | Dorothy                  | TV minisséries                           |
| 1985      | American Playhouse                  | Emmaline Ozmondo Fingal  | Episódio: "Overdrawn at the Memory Bank" |
| 1985      | Seduced                             | Mrs. Riordan             | Filme para TV                            |
| 1985      | The Undergrads                      | Nancy Galik              | Filme para TV                            |
| 1985      | Star Wars: Ewoks                    | Morag                    | Voice, 13 episodes                       |
| 1985      | Anne of Green Gables                | Mrs. Amelia Evans        | TV minisséries                           |
| 1987      | Taking Care of Terrific             | Mrs. Forbes              | Filme para TV                            |
| 1989      | The Twilight Zone                   | Jean Reed                | Episódio: "Many, Many Monkeys"           |
| 1990–1996 | Road to Avonlea                     | Hetty King               | Papel principal                          |
| 1992      | Heritage Minutes                    | Narrator                 | Episódio: "Rural Teacher"                |
| 1993      | Night Owl                           | Dr. Matthews             | Filme para TV                            |
| 1994      | The Adventures of Dudley the Dragon | Aggie                    | Papel recorrente                         |
| 1995      | Lonesome Dove: The Outlaw Years     | Ozza Starks              | Episódio: "The Hanging"                  |
| 1997      | Elvis Meets Nixon                   | Dodger                   | Filme para TV                            |
| 1997      | Due South                           | Gladys Caunce            | Episódio: "Eclipse"                      |
| 1997      | Platinum                            | Sir Ian Ball-Worthington | Filme para TV                            |
| 1998      | Evidence of Blood                   | Granny Dollar            | Filme para TV                            |
| 1998      | More Tales of the City              | Mother Mucca             | TV minisséries                           |
| 1998      | Happy Christmas, Miss King          | Hetty King               | Filme para TV                            |
| 1999      | Cover Me                            | Caitlin Crawford         | TV minisséries                           |
| 2001      | Further Tales of the City           | Mother Mucca             | TV minisséries                           |
| 2001      | Smallville                          | Cassandra Carver         | Episódio: "Hourglass"                    |
| 2003      | Just Cause                          | Lily Zimmer              | Episódio: "Death's Details"              |
| 2003      | Made in Canada                      | Helga Lemper             | "Beaver Creek Valentine"                 |
| 2003      | Dead Like Me                        | Florence                 | Episódio: "Reaping Havoc"                |
| 2004      | The Eleventh Hour                   | Arlene Garwood           | Episódio: "Georgia"                      |
| 2004      | The Winning Season                  | Mrs. Young               | Filme para TV                            |
| 2004      | Snow                                | Lorna                    | Filme para TV                            |
| 2005      | Slings & Arrows                     | Moira                    | 3 episodes                               |
| 2005      | Martha: Behind Bars                 | Big Martha               | Filme para TV                            |
| 2008      | Skip Tracer                         | Florence                 | Filme para TV                            |
| 2009      | Sophie                              | Aunt Sheil               | Episódio: "Stolen Kisses"                |